# Ernst Edens
Ernst Edens (* 20. August 1876 in Rendsburg; † 19. März 1944 in Düsseldorf) war ein deutscher Internist und Kardiologe.

## Ausbildung und Beruf
Edens absolvierte in Rendsburg das Gymnasium. Anschließend studierte er Medizin in Kiel, Berlin und München. Dann arbeitete er als praktischer Arzt sowie als Assistent in Kiel (Pathologie) und Berlin (Innere Medizin), promovierte 1902. 1906 ging er zur weiteren Ausbildung nach München, wo er Assistent des Internisten Friedrich von Müller war. Hier habilitierte er sich 1910 und erwarb den Titel des außerordentlichen Professors. Kreislaufstudien, Elektrokardiographie und die klinische Behandlung mit Herzglykosiden waren seit 1907 Edens Arbeitsgebiete. Die Ergebnisse seiner Forschung fasste er in dem Buch Die Digitalisbehandlung (1916) zusammen.
1916 übernahm er die Leitung des Sanatoriums Luisenheim in St. Blasien im Schwarzwald. Hier entstand sein Lehrbuch der Perkussion und Auskultation. Edens profilierte sich zunehmend als Experte für die Wissenschaft und Praxis der Herz-Kreislauf-Therapie. 1925 (bis 1931) leitete er das Sanatorium Ebenhausen bei München und verfasste das Lehrbuch Die Krankheiten des Herzens und der Gefäße (1929). Nach Ebenhausen kamen bevorzugt Herzpatienten, insbesondere mit Angina pectoris. Edens beobachtete hierbei eine auffallend günstige Wirkung von Strophanthin bei Patienten mit Herzinsuffizienz plus Angina pectoris. Er erklärte sich dieses Phänomen durch eine bessere Herzdurchblutung bei verbesserter Herzleistung. 1931 wurde er als Ordinarius für Innere Medizin und Direktor der Medizinischen Klinik nach Düsseldorf berufen, wo er bis zu seinem Tod klinisch tätig war.

## Klinische Medizin
Edens zählt wie Albert Fraenkel und Berthold Kern zu den Strophanthin-Pionieren des 20. Jahrhunderts. Er befasste sich intensiv mit der Wirkung von Herzglykosiden bei Herzerkrankungen. Edens machte auf die Bedeutung der Herzvergrößerung und der Herzinsuffizienz für die Anwendung von Herzglykosiden aufmerksam. Er zeigte neue Indikationen für die orale Digitalisanwendung und die intravenöse Strophanthin-Therapie auf, beschäftigte sich mit toxischen (kumulativen) Effekten, mit direkten und indirekten Glykosidwirkungen und demonstrierte die Wirksamkeit der Strophanthin-Behandlung bei Patienten mit Angina pectoris.
1934 verkündete Edens nach klinischen Studien mit mehreren Hundert Patienten, dass »die intravenöse Strophanthin-Behandlung als die sicherste Behandlung der organisch bedingten Angina pectoris einschließlich des Herzinfarktes« zu gelten habe. Auf diesen innovativen Therapievorschlag reagierte die Ärzteschaft mit Zustimmung und Kritik. Edens sah sich aber in erster Linie dem Wohl der Kranken verpflichtet. Sein ethisches Credo lautete: »Das Mitleiden ist die Seele der ärztlichen Kunst.«
Die damalige Strophanthinforschung ergab unter anderem, dass eine Koronargefäßinsuffizienz (mit oder ohne Herzinsuffizienz) durch therapeutische Strophanthingaben günstig beeinflusst wird. Unter Strophanthin kommt es zur verbesserten Koronardurchblutung und zum anhaltend verbesserten Energiestoffwechsel. Zudem kann Edens zufolge durch Strophanthin intravenös das schwache Herz so leistungsfähig gemacht werden, dass es wieder auf orale Digitalisgaben anspricht. Edens Verdienst ist es, dass er auf den Zusammenhang von Herzleistung und Herzdurchblutung aufmerksam machte. Dies ist ein hochmoderner Aspekt der Herzphysiologie, der bis heute ein zentrales Thema der kardiologischen Therapie ist. In Bezug auf die praktische Behandlung von Herzkranken erklärte Edens nachdrücklich: »Jedes Herz hat seine eigene Digitalisdosis.« Heute spricht man selbstverständlich von einer individuellen „Einstellung“ eines Patienten auf ein Medikament.

## Edens-Preis
Nach Ernst Edens benannt ist der Edens-Preis zur Förderung des wissenschaftlichen Nachwuchses an der Heinrich-Heine-Universität Düsseldorf (HHU). Der Edens-Preis wurde 1967 von Eberhard Igler (1927–1997), Ehrensenator der Universität Düsseldorf und Geschäftsführer des pharmazeutischen Unternehmens Johann A. Wülfing, gestiftet. Mit diesem ältesten Preis an der Universität Düsseldorf werden besondere wissenschaftliche Leistungen in der Kreislaufforschung oder verwandten Gebieten ausgezeichnet. Er ist mit 10.000 Euro dotiert und kann jährlich vergeben werden. Über die Verleihung entscheidet das Kuratorium der Eberhard-Igler-Stiftung.

## Veröffentlichungen (Auswahl)
- Die Digitalisbehandlung. Urban & Schwarzenberg, Berlin 1916/1934/1948.
- Lehrbuch der Percussion und Auscultation. S. Springer, Berlin 1920.
- Die Krankheiten des Herzens und der Gefäße. S. Springer, Berlin 1929.
- Digitalisfibel für den Arzt. S. Springer, Berlin 1937/1944.